# 5-カルボキシメチル-2-ヒドロキシムコン酸セミアルデヒドデヒドロゲナーゼ
5-カルボキシメチル-2-ヒドロキシムコン酸セミアルデヒドデヒドロゲナーゼ（5-carboxymethyl-2-hydroxymuconic-semialdehyde dehydrogenase）は、チロシン代謝酵素の一つで、次の化学反応を触媒する酸化還元酵素である。
5-カルボキシメチル-2-ヒドロキシムコン酸セミアルデヒド + H2O + NAD+ {\displaystyle \rightleftharpoons } 5-カルボキシメチル-2-ヒドロキシムコン酸 + NADH + 2 H+
反応式の通り、この酵素の基質は5-カルボキシメチル-2-ヒドロキシムコン酸セミアルデヒドと水とNAD+、生成物は5-カルボキシメチル-2-ヒドロキシムコン酸とNADHとH+である。
組織名は5-carboxymethyl-2-hydroxymuconic-semialdehyde:NAD+ oxidoreductaseで、別名にcarboxymethylhydroxymuconic semialdehyde dehydrogenaseがある。